# Крутенькая
Крутенькая — река на полуострове Камчатка в России. Протекает по территории Усть-Камчатского района Камчатского края. Правый приток реки Камчатки.
Берёт начало у ледника Эрмана на склоне Ключевской Сопки. Течёт в северном направлении. Впадает в Камчатку у посёлка Ключи на расстоянии 125 км от устья. Длина реки — 30 км.
По данным государственного водного реестра России относится к Анадыро-Колымскому бассейновому округу.
- Код водного объекта 19070000112220000017098

Притоки:
- левые: Столбовой (приток Крутенькой)